# Избирательная комиссия (Великобритания)
В Великобритании Избирательная комиссия (англ. The Electoral Commission) это национальная избирательная комиссия, созданная в 2001 году в соответствии с Законом о политических партиях, выборах и референдумах 2000 года. Это независимое агентство, которое регулирует финансирование партий и выборов и устанавливает стандарты того, как должны проводиться выборы.

## История
Избирательная комиссия была создана в 2001 году по рекомендации пятого отчёта Комитета по стандартам публичной сферы.
Полномочия Избирательной комиссии изложены в Законе о политических партиях, выборах и референдумах 2000 года (PPERA 2000) и варьируются от регулирования финансирования политических партий до содействия более широкому участию граждан в избирательном процессе. Закон об организации выборов 2006 года требует, чтобы местные власти проверяли все избирательные участки и представляли отчёт о проверках в Избирательную комиссию.
Закон о политических партиях и выборах 2009 года предоставил Избирательной комиссии ряд новых надзорных и следственных полномочий, ликвидировав значительные пробелы в её текущих полномочиях. Закон также предусматривает новый диапазон гибких гражданских санкций, как финансовых, так и нефинансовых, которые в настоящее время предлагается распространить на политические партии. Закон также разрешил введение индивидуальной регистрации избирателей и внёс изменения в структуру Избирательной комиссии, в том числе разрешив назначение четырёх новых членов избирательных комиссий, выдвинутых политическими партиями.
Парламентские выборы 2010 года вызвали широкая полемика, в том числе обвинения в мошенничестве при голосовании по почте, неготовностm избирательных участков к вечернему наплыву избирателей, протест избирателей, которых полиция не пустила на избирательный участок после 22:00, нехватка бюллетеней из-за «астрономической» явки. Избирательная комиссия также подверглась критике за то, как она проводила выборы.

## Обязанности и цели
- Целостность и прозрачность финансирования партий и выборов.

Политические партии должны представлять Избирательной комиссии годовые отчёты о доходах и расходах, а также отчёты о расходах на избирательную кампанию в Парламенты Соединенного Королевства, ЕС, Шотландии, Уэльса и Северной Ирландии. Комиссия публикует их на своём веб-сайте. Политические партии обязаны представлять в Комиссию отчёты обо всех полученных ими пожертвованиях. Комиссия ведёт общедоступный и доступный для поиска реестр этих пожертвований на своём веб-сайте. Комиссия может оштрафовать политические партии и их бухгалтерские подразделения, если они не представят отчёты и выписки со счетов. Комиссия также имеет право требовать конфискации недопустимых пожертвований, принимаемых политическими партиями.
- Регистрация политических партий и ведение реестра партий.

Комиссия регистрирует политические партии и ведёт реестры политических партий в Великобритании и Северной Ирландии.
- Регистрация избирателей и ведение списков избирателей.

Комиссия составляет рекомендации и даёт советы служащим по регистрации избирателей в Великобритании. Комиссия опубликовала стандарты эффективности регистрации избирателей. Сотрудники по регистрации избирателей обязаны отчитываться о соблюдении этих стандартов, и комиссия делает эту информацию общедоступной. В рамках этой работы комиссия проводит серию кампаний по информированию общественности перед выборами и в течение года, чтобы побудить людей зарегистрироваться для голосования. Они ориентированы на аудиторию, которая, как показывают исследования, с меньшей вероятностью будет включена в список избирателей, включая недавно переселенных домой, студентов и граждан Великобритании, проживающих за границей.
- Организация выборов.

Комиссия составляет рекомендации и дает советы по организации выборов. Комиссия установила стандарты работы по подсчёту голосов, которые применяются везде кроме выборов в местные органы власти в Шотландии. По закону Комиссия обязана составлять отчеты об управлении определенными выборами (например, всеобщими парламентскими выборами в Великобритании), и ее могут попросить сообщить о других типах выборов (например, о выборах в местные органы власти).
- Организация референдумов.
  - комментирование формулировки вопроса о референдуме (ответственность за предложение формулировки лежит на правительстве);
  - регистрация участников кампании;
  - определение ведущих организаций кампании и предоставление грантов;
  - мониторинг лимитов расходов и пожертвований на референдум;
  - удостоверение и объявление результата.

Как и в случае с другими избирательными мероприятиями, Избирательная комиссия обязана по закону подготовить и опубликовать отчёт о проведении соответствующего референдума, а также дать указания и рекомендации администраторам и участникам кампании. Председатель комиссии или лицо, назначенное председателем, также назначается главным счётчиком.
По состоянию на 2017 год Избирательная комиссия наблюдала за проведением двух референдумов по всей Великобритании. Первым был референдум об изменении системы голосования на выборах в Палату общин в 2011 году, а вторым и наиболее заметным был референдум о членстве Великобритании в Европейском союзе 2016 года. В обоих случаях тогдашний председатель Избирательной комиссии Дженни Уотсон выполняла функции назначенного главного счётчика. Комиссия также наблюдала за референдумом о деволюции в Северо-Восточной Англии 2004 года, референдумом о деволюции в Уэльсе 2011 года, а также за референдумом о независимости Шотландии 2014 года. Комиссия не имеет юридической позиции в законодательстве относительно референдумов, предложенных децентрализованными администрациями Шотландии и Уэльса.
До выхода из Европейского союза 31 января 2020 года Избирательная комиссия вырабатывала рекомендации по распределению между регионами 73 мест Великобритании в Европейском парламенте.

## Структура
С февраля 2007 года Комиссия имеет региональные офисы по всей Англии в регионах Юго-Запад, Восток и Юго-Восток, Лондон, Мидлендс и Север Англии.
Помимо общенациональной комиссии, существуют избирательные комиссии Шотландии, Уэльса и Северной Ирландии.
Избирательная комиссия подотчётна Парламенту через Комитет спикеров (учрежденный законом PPERA 2000). Комиссия должна представлять Комитету годовую смету доходов и расходов. Комитет, состоящий из членов парламента, отвечает за ответы на вопросы от имени Комиссии. Членом, который отвечает на вопросы спикеров, является Бриджит Филлипсон.
Также существуют Панели парламентских партий (англ. Parliamentary Parties Panels, PPP), состоящие из представителей всех парламентских партий Великобритании с двумя или более действующими депутатами. PPP был учрежден законом PPERA 2000 и собирается ежеквартально для представления Комиссии мнений по вопросам, затрагивающим политические партии. Существуют аналогичные неуставные органы для делегированных законодательных органов в Шотландии (англ. Scottish Parliamentary Parties Panels), Уэльсе (англ. Wales Parliamentary Parties Panels) и Северной Ирландии (англ. Northern Ireland Parliamentary Parties Panels).

### Руководство и члены комиссии
- Сэр Джон Холмс, председатель[1]
- Боб Познер, CEO. Бывший директор по политическому финансированию и регулированию, юрисконсульт, он был назначен главным исполнительным директором в апреле 2019 года, исполняя обязанности исполняющего обязанности с января 2019 года после ухода Клэр Бассетт.[2]
- Айсла Ирвин, директор избирательной администрации и руководства.
- Луиз Эдвардс, директор по регулированию.
- Крейг Вествуд, директор по коммуникациям, политике и исследованиям.
- Киран Рикс, директор по финансам и корпоративным услугам.[12]

С 1 октября 2010 года неполный рабочий день работают дополнительные члены Комиссии, которые назначаются лидерами политических партий, проверяются Комитетом спикеров по Избирательной комиссии и утверждаются Палатой общин посредством Обращения к Королеве. Те, кто номинирован тремя крупнейшими партиями, избираются на четырёхлетний срок, в то время как члены от более мелких партий, избираются на двухлетний срок. Назначения назначенных членов Комиссии возобновляются один раз.

## Публикации
Комиссия проводит широкий спектр исследований в области управления выборами, регистрации избирателей и целостности и прозрачности партийного финансирования, а также предоставляет различные руководящие материалы для политических партий, участников и администраторов избирательного процесса.

## Критика
5 июня 2015 года барон Найджел Винсон, известный британский предприниматель, изобретатель, филантроп и консервативный член Палаты лордов, раскритиковал Избирательную комиссию за её неспособность оставаться политически беспристрастной и призвал её реформировать.
14 сентября 2018 года Высокий суд Англии и Уэльса хотя и согласился с тем, что организация «Голосуй за выход» во время референдума о выходе из ЕС нарушила закон об ограничениях расходов, он также постановил, что Избирательная комиссия неверно истолковала правила проведения референдума в своих рекомендациях, которые она дала организации и та нарушила закон, даже не подозревая об этом. Британский журналист и политик-лейборист лорд Адонис, выступавший против Брекзита, раскритиковал некомпетентность комиссии и сказал, что за любые будущие референдумы, которые могут состояться, должен отвечать «более готовый и подходящий орган».
13 мая 2020 года, во время вопросов премьер-министру, консервативный депутат Питер Боун атаковал Избирательную комиссию за её расследование в отношении четырёх участников кампаний в поддержку Брекзита, которые были признаны невиновными в каких-либо правонарушениях. Он назвал комиссию «политически коррумпированной, полностью предвзятой и морально несостоятельной». Премьер-министр Борис Джонсон ответил, сказав, что он надеялся, что «все те, кто потратили столько времени и энергии на привлечение внимания к своей предполагаемой вине, потратят столько же времени на привлечение внимания к своей подлинной невиновности».
29 августа 2020 года сопредседатель Консервативной партии Аманда Миллинг в статье в The Telegraph призвала к серьёзной реформе Комиссии, обвинив её в «отсутствии подотчётности» и в использовании «нечётких правил».